# Skævinge
Skævinge är en tätort i Hillerøds kommun i Region Hovedstaden i Danmark. Tätorten har 2 947 invånare (2024). Den ligger på Själland, cirka 9,5 kilometer väster om Hillerød. Skævinge var centralort i Skævinge kommun fram till kommunreformen 2007. 